# 瓦伊納·卡帕克
瓦伊納·卡帕克（意為「從小就富有豁達大度的精神」；約1464年—1527年），印加帝國全盛時代的薩帕·印卡，約於1493年至1527年在位。

## 內政

印加帝國的道路系統

約於1493年，瓦伊納·卡帕克的父王圖帕克·印卡·尤潘基去世，身為王儲的他繼位。他在任時，印加版圖已經是南起阿根廷，北至基多，為了貫通這廣大地區，瓦伊納·卡帕克修建了通往國都庫斯科的公路。據16世紀的西班牙史家阿古斯丁·德薩拉特所說，最主要的是兩條「王室大道」：一條穿越整個山區，從庫斯科到基多長達五百萊瓜；另一條則是修築在沿海的山谷中，長度與山區的一條同樣為五百萊瓜。
除了修築通道，瓦伊納·卡帕克還有其他政治建樹，如繼續在全國推廣克丘亞語、向農民傳播先進耕作法、扶植國內工業、改善驛站制度等等。印加帝國的文明在他的統治時代達上頂峰。

## 征戰

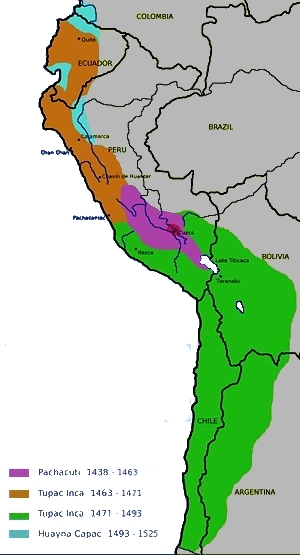
印加帝國領土擴張圖。其中淺藍色部份是瓦伊納·卡帕克時期所征服。

瓦伊納·卡帕克在位期間，繼續對西北地區進行征服。其中，印加大軍遇到較強烈的抵抗，是今日厄瓜多爾地區的卡蘭克人（Caranque）起義。據西班牙史家米格爾·卡貝洛·德·巴爾博亞的記述，卡蘭克人死守堡壘，印加軍無法攻破，後來探取引誘戰術，假裝戰敗，乘卡蘭克人大舉出擊時，發起伏兵將之擊潰，卡蘭克軍隊大部份戰死在戰場所在的亞瓦爾科查湖（意為「血湖」，因此次殊死戰而得名），印加大軍取得最後勝利。

## 製造金纜繩
當王儲瓦斯卡爾剛誕生時，瓦伊納·卡帕克舉行盛大慶典，並下令製造了一條約三百五十步長的「金纜繩」（印卡·加西拉索·德拉維加說其實是鎖鏈）。製造金纜繩的原因，是為了配合印加人傳統上一種盛大的牽手舞，將之改成數百人一同抓住鎖鏈翩翩起舞，以增加其端莊與隆重，在王儲的生日慶典上表演出來。
在克丘亞語中，金纜繩讀成「瓦斯卡」（Huasca），而為了紀念它是送給王儲，因此給他加上一個稱號「瓦斯卡爾」（Huáscar）。加入「爾」（r），是由於稱呼王儲為纜繩，聽來不雅，所以這個音節來去掉其含義。

## 對繼承人的安排
瓦伊納·卡帕克對於印加帝國的繼承權，作了一項影響深遠的決定，就是將帝國分家。他的一位兒子瓦斯卡爾，生母是瓦伊納·卡帕克的妹妹兼合法妻子拉瓦·奧克略（Raua Ocllo），其繼承權無須爭議。另外，瓦伊納·卡帕克迎娶了前基圖王國的公主，並生下阿塔瓦爾帕。（學者瑪麗亞·羅斯托沃夫斯基提到，有材料顯示他的媽媽Tupa Palla系出「上庫斯科」貴族，而非基多王國公主。）阿塔瓦爾帕長大後，聰明能幹，驍勇善戰，而且儀表堂堂，受到瓦伊納·卡帕克的寵愛，甚至有意由他繼承薩帕·印卡之位。但由於瓦斯卡爾的王儲地位不容剝奪，因此決定，由阿塔瓦爾帕接管基多地區，還留駐一批將士為他效勞。此一舉動，成為日後印加帝國內戰的根源。

## 晚年及去世
據《印卡王室述評》所載，約於1527年的某天，瓦伊納·卡帕克在基多的一個湖中沐浴著涼發燒，健康情況急劇轉壞（學者奈傑爾·戴維斯指出，他可能是感染天花）。在他自知將不久於人世時，便向身邊的子女親屬及文武官員安排身後事宜，並說出他對西班牙人入侵的顧慮：
|  | 多年以前我們就從太陽神父親的啟示中獲悉，他的子孫經歷十二代國王之後，將有一些我們從未見過的新人來到此方，他們將佔領我們所有的王國和其他許多地方，並入他們的帝國。我推測這些人就是我們得知已在我們沿海活動的人。 |

當時西班牙人已來到太平洋東岸一帶活動，瓦伊納·卡帕克認為他們可能就是印加傳說中要來統治印加的「新人」。
瓦伊納·卡帕克去世後，印加人將他的屍首作防腐處理，遺體運到庫斯科，內臟葬在基多，並舉行隆重的殯葬儀式。他留下二百多至三百多個子女，王位則由瓦斯卡爾繼承。

## 評價
美國學者威廉·希克林·普雷斯科特對瓦伊納·卡帕克有甚高的評價，「雖然他對叛徒和長期抵抗的敵人十分嚴厲，甚至毫不容情，卻是一位勇敢、寬宏大量的君王。他胸襟開闊，在制訂法律時，總是考慮到全國人民的利益。」

## 外部連結
- （英文）. （原始内容存档于2008-10-29）.

| 統治者頭銜                  | 統治者頭銜                | 統治者頭銜        |
| --------------------------- | ------------------------- | ----------------- |
| 前任者： 圖帕克·印卡·尤潘基 | 薩帕·印卡 約1493年—1527年 | 繼任者： 瓦斯卡爾 |